# 若弗鲁瓦·吉夏尔
若弗鲁瓦·吉夏尔（發音：[ʒɔfʁwa ɡiʃaʁ]；1867年7月21日—1940年4月28日），法国企业家，卡西諾集團的创始人。
聖伊天體育會的若弗鲁瓦·吉夏尔球场即以其命名。

## 子嗣
他的儿子皮埃尔·吉夏尔（Pierre Guichard）为圣艾蒂安竞技俱乐部的名誉主席。